# Осипова, Ирина Викторовна
Ири́на Ви́кторовна О́сипова (род. 25 июня 1981, Москва, РСФСР, СССР) — российская профессиональная баскетболистка, игрок национальной сборной России. Играет на позиции центровой. Заслуженный мастер спорта России. Пятикратный чемпион женской Евролиги. Абсолютная рекордсменка женской Евролиги по количеству титулов. Капитан олимпийской сборной на играх в Лондоне.

## Биография
Ирина Осипова родилась и начала заниматься баскетболом в Москве. Её родители также играли в баскетбол, мать играла в качестве центровой в заводской команде «Серп и молот».
Её первым тренером был А. Орехов. Первым клубом Ирины Осиповой была «Глория» (Москва). С 2000 года она выступает за сборную России по баскетболу, из крупных международных турниров она пропустила лишь чемпионат Европы 2005 года. Осипова выступала за команды «Динамо» (Москва) и УГМК (Екатеринбург). В УГМК ушла после того, как не смогла найти общий язык с тренером Динамо Т.Овечкиной. Позднее она играла за «Элицур» (Израиль), ВБМ-СГАУ (Самара). С 2005 года выступала за «Спарта&К» (Московская область), которая раньше называлась «Спартак». В 2006 году провела 2 игры в WNBA за «Детройт Шок». После Олимпийских игр 2012 играла за команду Стамбульского университета. В 2016 году ушла в декрет, однако не планирует завершать баскетбольную карьеру.

## Достижения
- Бронзовый призёр Олимпийских игр 2004 и 2008 года
- Серебряный призёр чемпионатов мира: 2002, 2006
- Чемпион Европы: 2003, 2007, 2011
- Серебряный призёр чемпионатов Европы: 2001, 2009
- Чемпион Евролиги: 2003, 2007, 2008, 2009, 2010
- Бронзовый призёр Евролиги: 2015
- Обладатель Кубка Европы ФИБА: 2006
- Победитель Мировой Лиги ФИБА: 2004
- Бронзовый призёр Мировой Лиги ФИБА: 2003
- Чемпион России: 2003, 2007, 2008
- Серебряный призёр чемпионата России: 2004, 2009, 2010, 2011, 2012
- Бронзовый призёр чемпионата России: 2002, 2015, 2016
- Обладатель Суперкубка Европы: 2010
- Обладатель Кубка России: 2015, 2016

## Звания и ордена
- Заслуженный мастер спорта России
- Медаль ордена «За заслуги перед Отечеством» II степени (2 августа 2009) — за большой вклад в развитие физической культуры и спорта, высокие спортивные достижения на Играх XXIX Олимпиады 2008 года в Пекине[5]

## Личная жизнь
Ирина Осипова замужем вторым браком за Станиславом Олеговичем Плохих, воспитывает 4 детей – Алёну, Роберта, Тимура и Артура .